# Бофорт, Томас (граф Перша)
Томас Бофорт (англ. Thomas Beaufort; около 1405 — 1432) — граф Перша с 1427, третий сын Джона Бофорта, 1-го графа Сомерсета, и Маргарет Холланд, дочери Томаса Холланда, 2-го графа Кента, и Алис Фицалан.

## Биография
Томас родился около 1405 года и был третьим из четырёх сыновей Джона Бофорта, 1-го графа Сомерсета, и Маргарет Холланд. Он происходил из знатного рода Бофортов и был потомком короля Эдуарда III и племянником короля Англии Генриха IV.
Один из его старших братьев, Генри, умер в 1418 году бездетным. Томас довольно рано стал принимать участие в сражениях. В 1419 году вместе с другим старшим братом, Джоном, 3-м графом Сомерсетом, отправился во Францию, где король Англии Генрих V воевал против французов, возобновив Столетнюю войну. В 1421 году в составе армии своего отчима, Томаса Ланкастера, герцога Кларенса, Джон участвовал в сражениях в Анжу. 21 марта Джон участвовал в битве при Боже, проигранной англичанами, причём герцог Кларенс был убит, а сам Томас и Джон попали в плен.
Во французском плену Томас пробыл до 1427 года, когда его дяде, кардиналу Генри Бофорту удалось договориться с французами об обмене некоторых пленных, в число которых попал и Томас. При этом его брат Джон остался в плену до 1439 года.
Получив свободу, Джон при посредничестве кардинала Генри Бофорта, который старался выделить своим племянникам земельные владения в завоёванной англичанами части Франции, получил в декабре титул графа Перша. Однако титул был фактически не подкреплён владениями, поскольку графство Перш принадлежало герцогу Алансонскому Жану II. В том же году титул графа Мортона получил и младший брат Томаса, Эдмунд.
В 1430 году Томас принял участие в коронации короля Генриха VI французской короной, при этом Томас находился сопровождении 128 солдат и 460 лучников.
В конце 1430 года Томас участвовал в битве при Шарите-сюр-Луар.
В октябре 1431 года Томас участвовал в осаде Лувье, во время которой и умер 3 октября — за 3 недели до падения города.
Женат он не был, детей не оставил.